# Öt elem (kínai)
A távol-keleti filozófia öt eleme tulajdonságok és jellegzetességek megtestesítői.  Az öt asztrológiai jelkép és taoista elem: tűz (火 huǒ), víz (水 shuǐ), fa (木 mù), fém (金 jīn), föld (土 tǔ).
A távol-keleti gondolkodásmódban az elemek csoportosítása a jin-jang egyensúlyán alapul, amit leginkább a feng shui révén ismerhetnek a nyugati társadalmak.  Ugyanakkor az egyes elemekhez a hagyományos kínai gyógyításban különböző szervek, érzelmek és egyéb fizikai jelenségek társulnak (például környezeti hatások), melyek befolyással bírnak az emberi test állapotára.  Így az elemek alapján kategóriákra bonthatók az emberi test betegségei, és egy általánosabb, holisztikus gyógyítási rendszer alkalmazását teszik lehetővé.
Az öt elem tana szerint:
Minden mindennel összefügg, ezért a testben is minden összhangban és harmóniában van egymással.
Ennek az egyensúlynak kifejezésére használják a jin-jang szimbólumot, a két ellentétes erőnek a kölcsönhatásából ered az életerő, a csi.
Építő kölcsönhatások:
- A fa táplálja a tüzet.
- A tűz hamujával táplálja a földet.
- A föld rejti magában az érceket melyekből születik a fém.
- A fémek és ásványi anyagok táplálják a vizet.
- A víz táplálja a növényeket, létrejön a fa.

Pusztító és szabályozó kölcsönhatások:
- A fa korhadásából föld lesz.
- A föld felszívja a vizet.
- A víz eloltja a tüzet.
- A tűz megolvasztja a fémet.
- A fém elvágja a fát.

Az öt elemhez kapcsolódó jelek, szervek:
Fa Bolygója: Jupiter, Iránya: Kelet, Színe: zöld, Születés, máj, immunrendszer.
Tűz Bolygója: Mars, Iránya: Dél, Színe: piros, ibolya , Növekedés, hormonrendszer.
Föld Bolygója: Szaturnusz, Iránya: Középpont, Színe: sárga, Átalakulás, emésztőrendszer.
Fém Bolygója: Vénusz, Iránya: Nyugat, Színe: fehér, ezüst, Aratás, légzőrendszer.
Víz Bolygója: Merkúr, Iránya: Észak, Színe: fekete, kék, Raktározás, vese, keringési rendszer.